# Quiriataim
Quiriataim (ciutat doble) fou una ciutat de Palestina a l'est del riu Jordà que pertanyia a un poble anomenat els emims, que en foren expulsats pels moabites. Després va passar als jueus i fou assignada a la tribu de Rubèn, però durant l'exili a Babilònia els moabites van recuperar la ciutat junt amb d'altres.
Flavius Josefus parla d'una ciutat amb aquest nom que estava poblada de cristians, però probablement és una ciutat diferent de la ciutat moabita i correspondria a la moderna Kureyeiat al sud del wadi Zurka, mentre l'edomita seria el llogaret d'Al-Teim, al nord del wadi Zurka, on hi ha unes ruïnes.